# Списак основних школа у Западнобачком округу
Списак државних основних школа у Западнобачком управном округу односно Граду Сомбор, општинама Апатин, Оџаци и Кула.

## Град Сомбор
| Основна школа                               | Адреса                                        | Година оснивања | Ранији називи |
| ------------------------------------------- | --------------------------------------------- | --------------- | ------------- |
| ОШ „Никола Вукићевић”                       | Вељка Петровића 4, Сомбор                     | 1903.           |               |
| ОШ „Аврам Мразовић”                         | Подгоричка 2 Сомбор                           | 1953.           |               |
| ОШ „Доситеј Обрадовић”                      | Славише Вајнера Чиче бб Сомбор                | 1988.           |               |
| ОШ „Братство јединство”                     | Трг цара Лазара 9 Сомбор                      | 1963.           |               |
| ОШ „Иво Лола Рибар”                         | Моношторска 8 Сомбор                          | 1962.           |               |
| ОМШ „Петар Коњовић”                         | Венац војводе Петра Бојовића Сомбор           | 1921.           |               |
| Школа за основно образовање одраслих Сомбор | Лазе Костића 3 Сомбор                         | 1952.           |               |
| ШОСО „Вук Караџић” Сомбор                   | Радоја Домановића 98, Апатински пут 29 Сомбор | 1974.           |               |
| ОШ „Огњен Прица”                            | Колут                                         | 1950.           |               |
| ОШ „Петар Кочић”                            | Риђица                                        | 1967.           |               |
| ОШ „Петефи Шандор”                          | Дорослово                                     | 1964.           |               |
| ОШ „22. октобар”                            | Бачки Моноштор                                | 1752.           |               |
| ОШ „Алекса Шантић”                          | Алекса Шантић                                 | 1924.           |               |
| ОШ „Бранко Радичевић”                       | Стапар                                        | 1919.           |               |
| ОШ „Братство јединство”                     | Бездан                                        | 1743.           |               |
| ОШ „Братство–јединство”                     | Светозар Милетић                              | 1753.           |               |
| ОШ „Иван Горан Ковачић”                     | Станишић                                      | 1950.           |               |
| ОШ „Киш Ференц”                             | Телечка                                       | 1885.           |               |
| ОШ „Лаза Костић”                            | Гаково                                        | 1764.           |               |
| ОШ „Мирослав Антић”                         | Чонопља                                       | 1761.           |               |
| ОШ „Моша Пијаде”                            | Бачки Брег                                    | 1752.           |               |
| ОШ „Никола Тесла”                           | Кљајићево                                     |                 |               |

## Општина Апатин
| Основна школа                          | Адреса                       | Година оснивања | Ранији назив |
| -------------------------------------- | ---------------------------- | --------------- | ------------ |
| ОШ "Жарко Зрењанин"                    | Српских владара 25, Апатин   | 1972.           |              |
| Основна музичка школа "Стеван Христић" | Светог Саве 1, Апатин        | 1949.           |              |
| ОШ "Иван Горан Ковачић" Сонта          | Војвођанска 58 Сонта         | 1959.           |              |
| ОШ "Јожеф Атила" Купусина              | Ади Ендре 4 , Купусина       | 1754.           |              |
| ОШ „Киш Ференц”                        | Улица ЈНА 34, Свилојево      |                 |              |
| ОШ "Младост" Пригревица                | Вука Караџића 6А, Пригревица | 1979.           |              |

## Општина Оџаци
| Основна школа                         | Адреса          | Година оснивања | Ранији назив |
| ------------------------------------- | --------------- | --------------- | ------------ |
| ОШ "Бранко Радичевић" Оџаци           | Оџаци           | 1986.           |              |
| ОШ "Мирослав Антић" Оџаци             | Оџаци           | 1986.           |              |
| ОШ "Јожеф Атила" Богојево             | Богојево        | 1982.           |              |
| ОШ "Нестор Жучни" Лалић               | Лалић           | 1960.           |              |
| ОШ "Вук Караџић" Дероње               | Дероње          | 1733.           |              |
| ОШ "Бора Станковић" Каравуково        | Каравуково      | 1945.           |              |
| ОШ "Коста Стаменковић" Српски Милетић | Српски Милетић  | 1740.           |              |
| ОШ "Марко Орешковић" Бачки Грачац     | Бачки Грачац    | 1945.           |              |
| ОШ "Никола Тесла" Бачки Брестовац     | Бачки Брестовац | 1737.           |              |
| ОШ "Ратко Павловић Ћићко" Ратково     | Ратково         | 1745.           |              |

## Општина Кула
| Основна школа                   | Адреса       | Година оснивања | Ранији назив |
| ------------------------------- | ------------ | --------------- | ------------ |
| ОШ "Иса Бајић"                  | Кула         |                 |              |
| ОШ "Петефи бригада"             | Кула         |                 |              |
| ОМШ „Кула” Кула                 | Кула         |                 |              |
| ОШ "20. октобар" Сивац          | Сивац        |                 |              |
| ОШ "Никола Тесла" Липар         | Липар        |                 |              |
| ОШ "Петро Кузмјак" Руски Крстур | Руски Крстур |                 |              |
| ОШ "Вељко Влаховић" Крушчић     | Крушчић      |                 |              |
| ОШ "Вук Караџић" Црвенка        | Црвенка      |                 |              |